# Oblast Leningrad
Koordinaten: 59° 51′ N, 31° 18′ O
Die Oblast Leningrad (russisch Ленинградская область/Leningradskaja oblast) ist eine Oblast im nordwestlichen Teil Russlands. Das Gebiet umschließt die unter früherem Namen (Leningrad, bis 1991) namensgebende Stadt Sankt Petersburg, die aber selbst nicht zur Oblast gehört, sondern ein eigenständiges Föderationssubjekt bildet. Dort befand sich ausschließlich der Sitz der Verwaltungsorgane der Oblast, bis 2021 Gattschina als Verwaltungszentrum festgelegt wurde. Seither (Stand 2022) zieht die Verwaltung etappenweise nach Gattschina um.
Im Gegensatz zur Stadt hat die Oblast nach einem Beschluss des dortigen Gebietssowjets ihren aus sowjetischer Zeit stammenden Namen beibehalten.

## Geographie

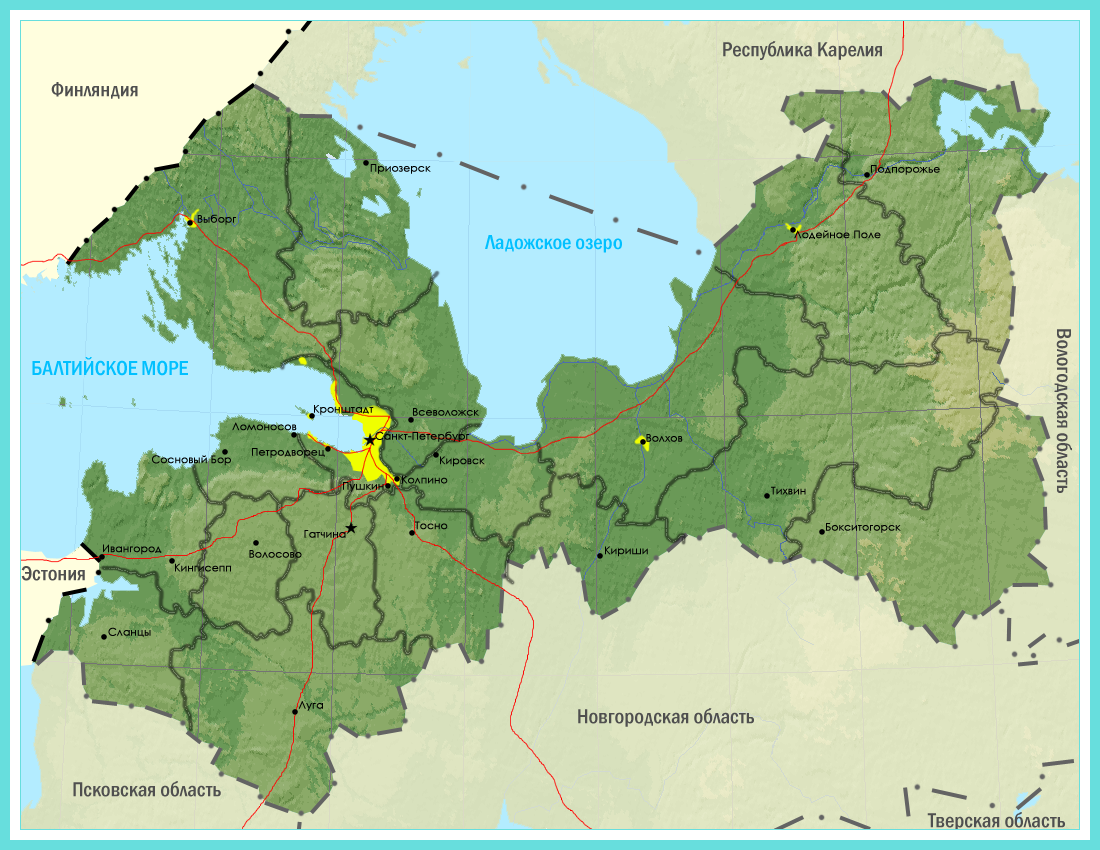
Karte der Oblast

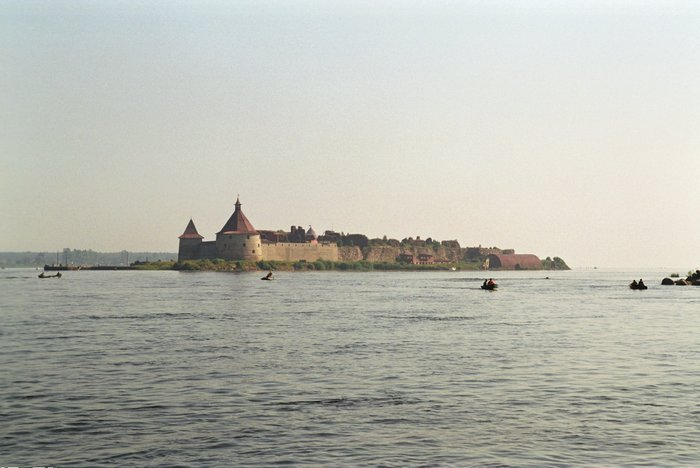
Festung Schlüsselburg

Die Oblast umfasst den Großraum Sankt Petersburg und reicht von der finnischen und der estnischen Grenze über die Südhälfte des Ladogasees bis zum Onegasee. Die West-Ost-Ausdehnung beträgt 450 km, die maximale Nord-Süd-Ausdehnung 320 km. Die wichtigsten Flüsse sind Newa und Wolchow. Auf dem Territorium der Oblast Leningrad befinden sich 1.800 Seen. Unter ihnen sind mit dem Ladogasee und Onegasee der größte und der zweitgrößte Süßwassersee Europas.

## Wirtschaft

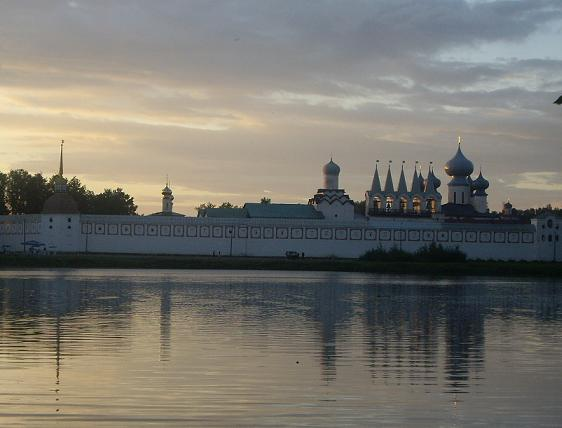
Kloster in Tichwin

Die Wirtschaft ist vielfältig; zu den wichtigsten Wirtschaftszweigen zählen Maschinenbau, Holzverarbeitung, chemische Industrie und Energiegewinnung. Auch der Tourismus spielt eine Rolle. Die Stadt Sankt Petersburg zählt zu den meistbesuchten Orten Russlands, viele Touristen zieht es dabei auch in die Umgebung der Stadt und damit in die Oblast Leningrad.

## Geschichte

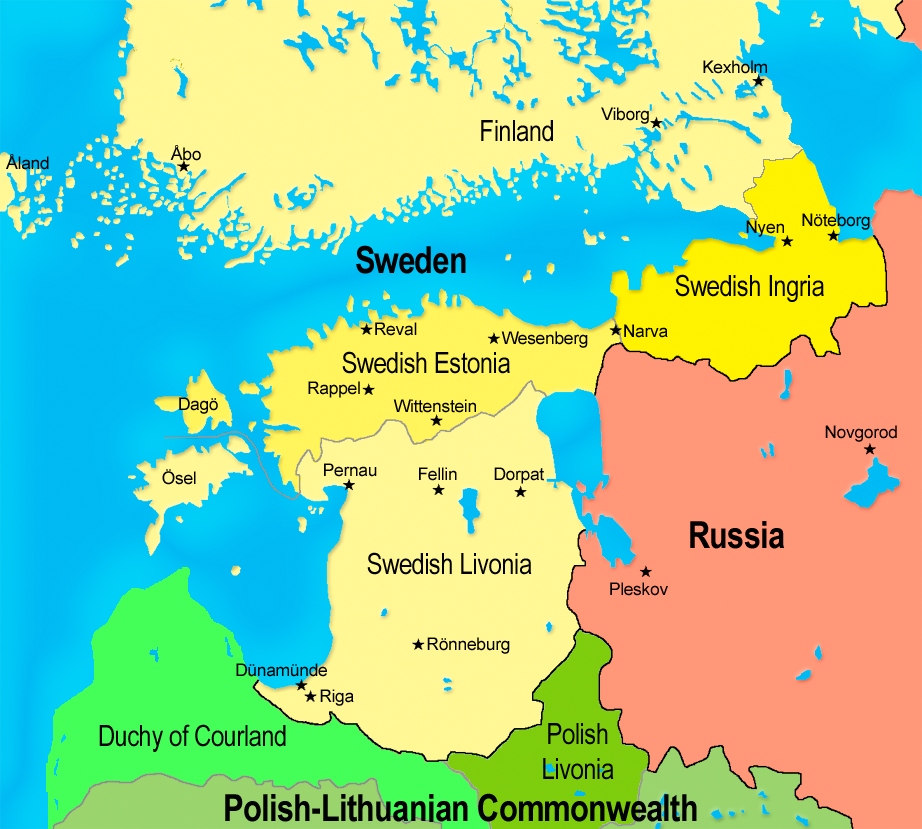
Im 17. Jahrhundert gehörte das heutige Gebiet der Oblast Leningrad zum Schwedischen Reich

Das Gebiet am Finnischen Meerbusen war als Ingermanland bekannt und lange Zeit von finno-ugrischen Völkern bewohnt. Mit den Wepsen, Woten und Ischoren (Ingriern) leben noch kleine Reste dieser Völker in der Region. Im 8. Jahrhundert n. Chr. ließen sich die Slawen auf diesem Territorium fest nieder. Die Slawen rückten entlang der wichtigsten Wasserstraßen, der Ostsee und des Ladogasees, vor und erschlossen das Land. Die Beziehungen der Ostslawen zu den weniger zahlreichen Ureinwohnern hatten einen friedlichen Charakter.
In diese Zeit fällt die Entstehung von Alt-Ladoga am Ufer des Flusses Wolchow, der ältesten Siedlung in Nordwestrussland. Im 9. und 10. Jahrhundert bildete Alt-Ladoga als politisches und wirtschaftliches Zentrum bei der Herausbildung des altrussischen Staates eine bedeutende Rolle. Ein damit verbundenes Ereignis ist die 862 erfolgte Einladung der warägischen Dynastie der Rjuriks mit Brüdern und Gefolge nach Alt-Ladoga, die die Streitigkeiten unter den Stämmen nach dem Tod des letzten Angehörigen der lokalen slawischen Stammesfürsten beenden sollten. Dieses Ereignis gilt als Gründungsdatum des russischen Staates (vgl. Geschichte Russlands).
Das Territorium des heutigen Gebiets Leningrad gehörte von 1136 bis 1478 zu den Ländern der Republik Nowgorod. Im 13. und 14. Jahrhundert wurden diese Länder zum Kampfplatz bei der Abwehr der Angriffe des Meistertums Livland und Schwedens. Im Jahre 1240 fand die berühmte Schlacht an der Newa statt, in der die russischen Truppen unter dem Kommando des Fürsten Alexander Newski die Schweden zurückschlugen. Im Januar 1478 endete die Existenz der Nowgoroder Republik. Ihre Länder gingen an das Großfürstentum Moskau über.
In der Zeit der Wirren, im frühen 17. Jahrhundert, ging das Gebiet an Schweden. Russlands Versuch, in den Jahren 1656–1658 die eingebüßten Territorien auf militärischem Wege zurückzuerobern, scheiterte zunächst. Anfang des 18. Jahrhunderts während des Großen Nordischen Krieges wurde das Gebiet von Peter I. zurückerobert. Um Russland den Zugang zur Ostsee zu sichern, gründete Peter I. am 16. Mai 1703 auf einer Insel im Newadelta die neue Festung St. Petersburg, die dann zur Hauptstadt des Russischen Kaiserreiches wurde. Historischer Vorgänger der Oblast war das Gouvernement Ingermanland (später Gouvernement Sankt Petersburg, Petrograd, Leningrad), das 1708 gebildet wurde. Die Oblast Leningrad wurde am 1. August 1927 gebildet, allerdings mit einem sehr viel größeren Gebietsumfang als heute. Erst nach 1945 erhielt sie im Wesentlichen ihren heutigen Zuschnitt.
Nach dem Winterkrieg (1939–1940) verlor Finnland einige Territorien an die Sowjetunion. Dadurch wurde die Oblast Leningrad vergrößert.
Seit dem Juli 1941 bis zum August 1944 fanden hier erbitterte Schlachten des Zweiten Weltkriegs statt. Der Kampf um Leningrad zählt zu den wichtigsten Schlachten. 900 Tage und Nächte hielten die Soldaten der Leningrader und der Wolchow-Front die Truppen der Wehrmacht und finnische Truppen auf den Zugangswegen zu Leningrad auf. Während der Leningrader Blockade verlief auf dem Territorium des Gebiets die „Straße des Lebens“, die einzige Verbindungslinie zwischen der belagerten Stadt und dem Hinterland. Der Krieg hat der Oblast Leningrad riesigen Schaden zugefügt. In den besetzten Bezirken war die Industrie fast völlig vernichtet. 16 Städte und gut 4.000 Siedlungen wurden verwüstet. Im Januar 1945 zählte die Oblast nur noch 483.000 Einwohner, im Vergleich zu den 1.258.000 Einwohnern vor dem Krieg.
Bis 1978 wurde die Fläche der Stadt Leningrad um die Satellitenstädte Kolpino, Puschkin, Lomonossow, Kronstadt, Peterhof und angrenzende Vororte erweitert. Diese Städte gelten jetzt als Stadtbezirke von Sankt Petersburg und gehören daher administrativ und territorial nicht mehr zur Oblast.
Nach dem Zerfall der Sowjetunion blieb die Oblast von vielen Problemen des post-sowjetischen Raums, wie etwa einem Bevölkerungsrückgang, verschont.

## Bevölkerung
Bei den letzten russischen Volkszählungen in den Jahren 2002 und 2010 gab es eine Bevölkerungszahl von 1.669.205 respektive 1.716.868 Bewohnern. Somit stieg die Einwohnerzahl in diesen acht Jahren um 47.663 Personen (+2,86 %). In Städten wohnten 2010 1.127.551 Menschen. Dies entspricht 65,67 % der Bevölkerung (in Russland 73 %). Bis zum 1. Januar 2014 stieg die Einwohnerschaft weiter auf 1.763.924 Menschen. Die Verteilung der verschiedenen Volksgruppen sah folgendermaßen aus:
| Nationalität    | VZ 1989   | Prozent | VZ 2002   | Prozent | VZ 2010   | Prozent |
| --------------- | --------- | ------- | --------- | ------- | --------- | ------- |
| Russen          | 1.502.901 | 90,88   | 1.495.295 | 89,58   | 1.485.905 | 86,55   |
| Ukrainer        | 49.182    | 2,97    | 41.842    | 2,51    | 31.769    | 1,85    |
| Belarussen      | 33.704    | 2,04    | 26.290    | 1,58    | 16.830    | 0,98    |
| Tataren         | 7.757     | 0,47    | 9.432     | 0,57    | 8.693     | 0,51    |
| Armenier        | 1.761     | 0,11    | 5.518     | 0,33    | 7.072     | 0,41    |
| Usbeken         | 1.188     | 0,07    | 1.001     | 0,06    | 6.717     | 0,39    |
| Aserbaidschaner | 1.920     | 0,12    | 3.855     | 0,23    | 4.574     | 0,27    |
| Finnen          | 11.833    | 0,72    | 7.930     | 0,48    | 4.366     | 0,25    |
| Zigane          | 4.215     | 0,25    | 4.573     | 0,27    | 3.885     | 0,23    |
| Wepsen          | 4.273     | 0,26    | 2.019     | 0,12    | 1.380     | 0,08    |
| Karelier        | 3.371     | 0,20    | 2.057     | 0,12    | 1.345     | 0,08    |
| Juden           | 3.587     | 0,22    | 1.734     | 0,10    | 1.206     | 0,07    |
| Ischoren        | 276       | 0,02    | 177       | 0,01    | 169       | 0,01    |
| Einwohner       | 1.653.723 | 100,00  | 1.669.205 | 100,00  | 1.716.868 | 100,00  |

Anmerkung: die Anteile beziehen sich auf die Gesamtzahl der Einwohner. Sie schließt den Personenkreis ein, der keine Angaben zu seiner ethnischen Zugehörigkeit gemacht hat (2002 39.028 resp. 2010 114.747 Personen)
Die Bevölkerung des Gebiets besteht zu rund 90 % aus Russen. Die Ukrainer und Belarussen sind die einzigen nennenswerten ethnischen Minderheiten in der Oblast Leningrad. Ihre Zahl – wie auch die Anzahl der Finnen, Wepsen, Karelier und Juden – sinkt in Folge von Assimilation allerdings stark. Die einheimischen und einst dominierenden finno-ugrischen Völker (Wepsen, Karelier, Finnen, Ischoren und Woten) sind kulturell ebenfalls weitgehend assimiliert und heute fast vollständig verschwunden. Noch um 1800 gab es mehr als 100.000 Wepsen (Mittel- und Süd-Wepsen), Ischoren und Woten im damaligen Ingermanland. Bereits beim Zensus 1959 lag ihr Anteil bei nur noch wenigen Prozentpunkten. Aus dem Transkaukasus und Zentralasien dagegen sind seit dem Ende der Sowjetunion zahlreiche Menschen zugewandert. Die meisten von ihnen ließen sich aber in Sankt Petersburg selbst und nicht in der Oblast nieder.

## Verwaltungsgliederung und Städte
Die Oblast ist in 17 Rajons und einen Stadtkreis (Sosnowy Bor) unterteilt.
Insgesamt gibt es 36 Städte und 33 Siedlungen städtischen Typs.
| Name         | Russisch     | Einwohner (1. Januar 2024) |
| ------------ | ------------ | -------------------------- |
| Gattschina   | Гатчина      | 91.719                     |
| Wyborg       | Выборг       | 71.279                     |
| Sosnowy Bor  | Сосновый Бор | 63.462                     |
| Wsewoloschsk | Всеволожск   | 78.011                     |
| Tichwin      | Тихвин       | 53.932                     |
| Kirischi     | Кириши       | 49.631                     |